# 先见之明
《先见之明》（英語：The OA）是一部美国科幻超自然剧集，於2016年12月16日在Netflix首播。该剧由扎尔·巴特曼里和布里特·马灵联合编剧，大部分由扎尔·巴特曼里执导。剧中，马灵扮演的年轻失明少女在失踪7年后重新出现，并称自己为OA，同时还恢复视力。
该剧获得普遍的正面评价。其导演、视觉和演出经常被单独挑出评论。
2017年2月8日，Netflix续订该剧的第二季。2019年3月22日，被称为“第二部分”的新季上线，获得更多来自评论和观众的称赞。
2019年8月5日，Netflix在第二季後取消该剧的续订。

## 剧情简介

### 第一部分
故事围绕着普赖瑞·约翰逊展开。作为一个被收养的年轻女子，7年前原本失明的她失踪，而现今恢复视力重新出现在人们视线之中。Prairie称自己为初使（OA，"Original Angel"），背上还出现神秘的疤痕 。然而OA不肯向联邦调查局和养父母解释那失踪的7年以及她的视力是如何恢复的。取而代之的是她组织了一支由4名高中生和1名老师组成的本地人队伍。OA向他们揭露那些神秘信息，解释自己的人生故事。最后，她请求他们帮忙打开一个通往另一时空的传送门去拯救其他失踪的受害者。

### 第二部分
第二季紧接第一季结尾，OA穿越到另一个时空并在旧金山继续对绑架者哈普和其他人的寻找。OA遇到一个名叫卡里姆的私家侦探，他正在调查一起离奇失踪少女案。卡里姆发现少女与一栋拥有超自然历史和虚拟世界谜团的废弃房子有关。与此同时在原来的时空，一系列不幸事件的发生，推动着OA的5个伙伴开启一场穿越美国旅程来协助她的计划。

## 分集列表

### 第一部分(2016)
| 總集數 | 集數 （季） | 標題            | 導演          | 編劇                          | 上線日期       |
| ------ | ----------- | --------------- | ------------- | ----------------------------- | -------------- |
| 1      | 1           | 第1章：回家     | 扎尔·巴特曼里 | 布里特·马灵 & 扎尔·巴特曼里   | 2016年12月16日 |
| 2      | 2           | 第2章：新金属人 | 扎尔·巴特曼里 | 梅兰妮·马尼奇                 | 2016年12月16日 |
| 3      | 3           | 第3章：冠军     | 扎尔·巴特曼里 | 布里特·马灵 & 多米尼克·奥兰多 | 2016年12月16日 |
| 4      | 4           | 第4章：离开     | 扎尔·巴特曼里 | 鲁比·雷·斯皮格尔              | 2016年12月16日 |
| 5      | 5           | 第5章：天堂     | 扎尔·巴特曼里 | 布里特·马灵 & 扎尔·巴特曼里   | 2016年12月16日 |
| 6      | 6           | 第6章：岔路     | 扎尔·巴特曼里 | 梅兰妮·马尼奇                 | 2016年12月16日 |
| 7      | 7           | 第7章：光之帝国 | 扎尔·巴特曼里 | 布里特·马灵 & 扎尔·巴特曼里   | 2016年12月16日 |
| 8      | 8           | 第8章：隐形之我 | 扎尔·巴特曼里 | 布里特·马灵 & 扎尔·巴特曼里   | 2016年12月16日 |

### 第二部分(2019)
| 總集數 | 集數 （季） | 標題                | 導演             | 編劇                                | 上線日期      |
| ------ | ----------- | ------------------- | ---------------- | ----------------------------------- | ------------- |
| 9      | 1           | 第1章：死亡天使     | 扎尔·巴特曼里    | 布里特·马灵 & 扎尔·巴特曼里         | 2019年3月22日 |
| 10     | 2           | 第2章：金银岛       | 扎尔·巴特曼里    | 达米安·奥伯 & 尼基·帕卢加           | 2019年3月22日 |
| 11     | 3           | 第3章：魔镜         | 安德鲁·海格      | 尼基·帕卢加 & 多米尼克·奥兰多       | 2019年3月22日 |
| 12     | 4           | 第4章：SYZYGY       | 扎尔·巴特曼里    | 布里特·马灵 & 扎尔·巴特曼里         | 2019年3月22日 |
| 13     | 5           | 第5章：灵媒和工程师 | 扎尔·巴特曼里    | 布里特·马灵 & 达米安·奥伯 & 亨利·宾 | 2019年3月22日 |
| 14     | 6           | 第6章：魔镜魔镜     | 安德鲁·海格      | 多米尼克·奥兰多 & 克莱尔·凯切尔     | 2019年3月22日 |
| 15     | 7           | 第7章：玻璃后的女人 | 安娜·罗斯·霍尔默 | 布里特·马灵 & 亨利·宾               | 2019年3月22日 |
| 16     | 8           | 第8章：有利位置     | 扎尔·巴特曼里    | 布里特·马灵 & 扎尔·巴特曼里         | 2019年3月22日 |

## 续订取消与粉丝反应
2019年8月5日，Netflix在第二季後取消该剧的续订 ，留下一个扣人心弦的结局。在 Instagram上，布里特·马灵写道她和扎尔·巴特曼里都对自己不能完成这个节目感到“非常伤心”。粉丝在推特上发起了#SaveTheOA运动，还在网站Change.org请愿，呼吁将这个系列进行下去。

## 奖项
| 年份 | 奖项           | 类别                   | 提名                        | 结果 | Ref.         |
| ---- | -------------- | ---------------------- | --------------------------- | ---- | ------------ |
| 2017 | GLAAD媒体奖    | 最佳剧情类剧集         | 先见之明                    | 提名 | [ 12 ]       |
| 2017 | 美国编剧工会奖 | 剧情类剧集最佳单集剧本 | 布里特·马灵 & 扎尔·巴特曼里 | 提名 | [ 來源請求 ] |